# 永丰南站
永丰南站是一个位于中国北京市海淀区西北旺地区永丰路、丰滢东路交叉口，属于北京地铁16号线的地铁车站。该站于2014年3月29日与上行的永豐站同时开工，2015年封顶。

## 车站結構

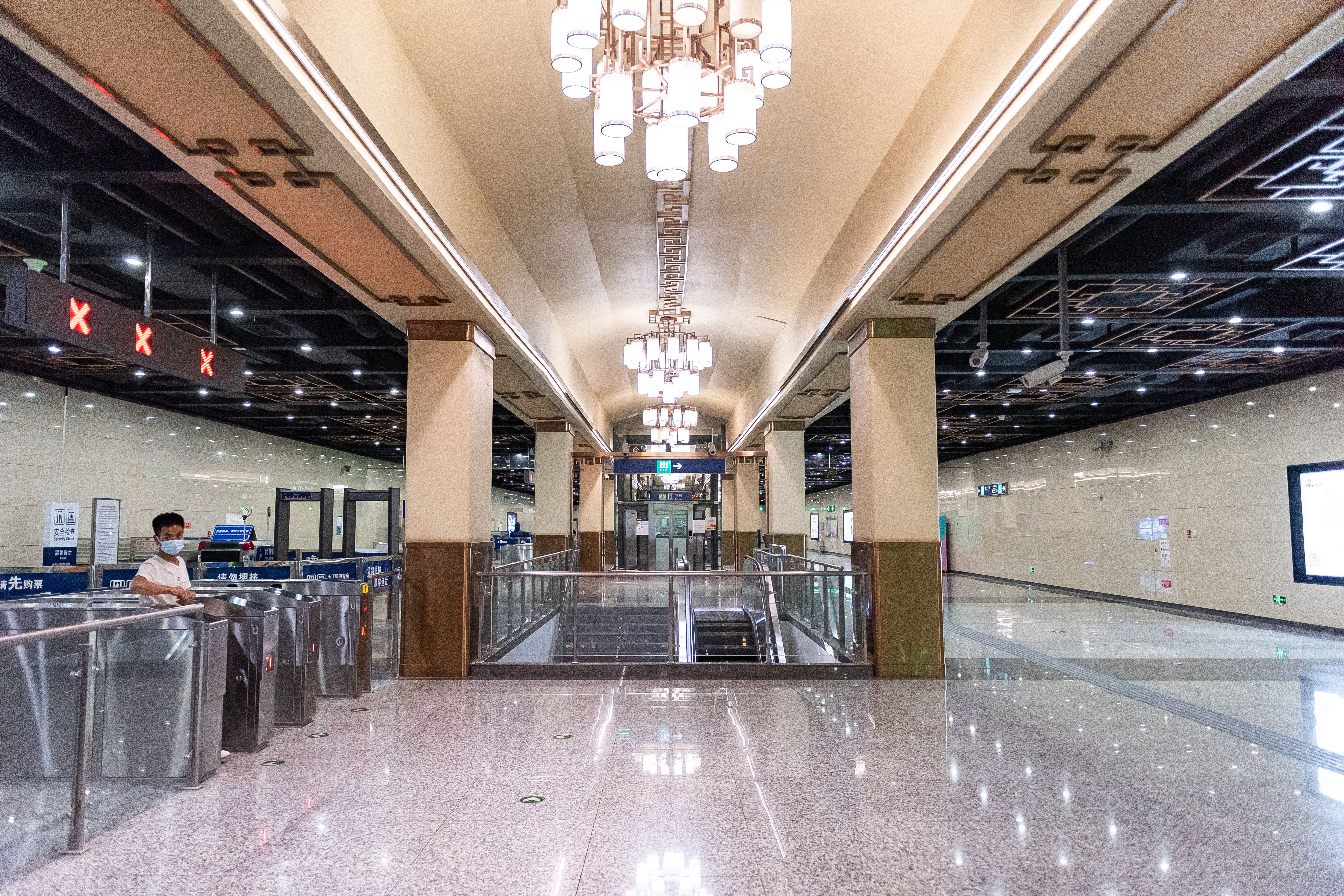
站厅（2021年5月摄）

### 车站楼层
永丰南站采用双层三跨框架结构，属于地下岛式车站，有效站台宽12米，车站总长263.2米，采用明挖法施工。
| 地面层          | 出入口                     | B—D出入口                        |
| 地下一层 站厅层 | 站厅                       | 客务中心、自动售票机、进出站闸机 |
| 地下二层 站台层 |                            | █ 16号线往北安河（永丰）         |
| 地下二层 站台层 | 岛式站台，左側開门         |                                  |
| 地下二层 站台层 | █ 16号线往宛平城（西北旺） |                                  |

## 出入口
永丰南站共设3个出入口。本站在永丰路东西两侧的B口和D口各设一部连接出入口与站厅的升降机。各出入口均设有指示牌显示出入口周边的建筑物及设施列表。
|                       |        |                                      |      |                |
| 編號                  | 指示   | 建議前往目的地                       | 照片 | 无障碍设施图片 |
| 出口 · B · 升降机标志 | 永丰路 | 永丰路（东侧）、中关村集成电路设计园 |      |                |
| 出口 · C              | 永丰路 | 永丰路（东侧）、红英小学             |      | 不適用         |
| 出口 · D · 升降机标志 | 永丰路 | 永丰路（西侧）、永丰中心小学         |      |                |
| 註： 設有             |        |                                      |      |                |